# Chuyến bay 1492 của Aeroflot
Chuyến bay 1492 của Aeroflot là chuyến bay chở khách nội địa thường lệ của Aeroflot từ sân bay quốc tế Sheremetyevo, Moskva, đến sân bay Murmansk, Murmansk, Nga. Vào ngày 5 tháng 5 năm 2019, máy bay Sukhoi Superjet 100 khai thác chuyến bay đã trở về Sheremetyevo ngay sau khi cất cánh. Cánh và thân máy bay phía sau bốc cháy sau một cú va chạm mạnh, và có tới 41 người trên tàu được báo cáo là đã thiệt mạng.

## Tai nạn
Chuyến bay 1492 cất cánh từ sân bay quốc tế Sheremetyevo đến sân bay Murmansk lúc 18:04 giờ địa phương (15:04 UTC). Nó dừng tăng lên ở cấp độ bay 090 và quay trở lại, thực hiện hạ cánh khẩn cấp 30 phút sau khi cất cánh, nơi được báo cáo là đã rời khỏi đường băng. Máy bay sau đó đã bị cháy hoàn toàn. Trong số năm thành viên phi hành đoàn và 73 hành khách, 13 người ban đầu được báo cáo là đã thiệt mạng và số người chết dự kiến sẽ tăng lên. Mười người nữa được báo cáo là đã bị thương; sáu người được báo cáo đã được đưa đến bệnh viện. Ủy ban Điều tra Nga sau đó tuyên bố rằng 37 người đã sống sót sau thảm họa và 41 người khác trên tàu bay bao gồm một thành viên phi hành đoàn đã chết.